# 氷見市立速川小学校
氷見市立速川小学校（ひみしりつ はやかわしょうがっこう）は富山県氷見市にあった公立小学校。

## 沿革
- 1992年 - 氷見市立小久米小学校と氷見市立床鍋小学校が統合し氷見市立速川小学校となる[2]
- 2020年 - 閉校

## 通学区域
小久米　日詰　早借　小窪　田江　日名田　三尾　床鍋　葛葉

## 進学先
- 氷見市立西部中学校

## 周辺
- 富山県道64号高岡氷見線